# Дніпрогаз
АТ «Дніпрога́з» — акціонерне товариство зі штаб-квартирою в місті Дніпрі, яке займається розподіленням, транспортуванням та постачанням газу у Дніпрі та Дніпровському районі Дніпропетровської області.

## Історія
У 1957 році створено контору з експлуатації газового господарства «Дніпропетровськгаз», яка пізніше була реорганізована в управління по експлуатації газового господарства «Дніпрогаз». У березні 1994 року державне підприємство «Дніпрогаз» реорганізовано шляхом корпоратизації у ВАТ «Дніпрогаз». У 2010 році компанія здійснила перереєстрацію та змінила назву на ПАТ «Дніпрогаз».
До червня 2023 року АТ «Дніпрогаз» належав ПрАТ «Газтек», фактичним власником підприємства був Дмитро Фірташ.
З 1 червня 2023 року АТ «Дніпрогаз» перейшло під державне управління групи компаній НАК «Нафтогаз України».

## Структура
- Виробничо-експлуатаційна контора № 1 (ВЕС-1);
- Виробничо-експлуатаційна контора № 2 (ВЕС-2);
- Виробничо-експлуатаційна контора № 3 (ВЕС-3);
- Виробничо-експлуатаційна контора № 4 (ВЕС-4)[5].